# 高速雲
高速雲（HVCs，High-velocity clouds）是在銀河系的銀暈中發現的大量氣體集合。它們在本地靜止標準中的整體運動速度超過70–90km s＜sup＞−1。這些氣體雲的大小可以是巨大的，有些是太陽質量（M☉）的數百萬倍，並且覆蓋了天空的大部分。在銀河系的銀暈和附近的其它星系中都觀察到了它們。
HVCs對理解星系演化很重要，因為它們在星系暈中占了大量的重子。此外，當這些雲落入星系盤中時，除了盤中已經存在稀釋的恆星形成物質外，它們還添加了可以形成恆星的物質。這種新材料有助於維持星系的恆星形成速率（SFR，star formation rate）。
HVCs的起源仍有疑問。沒有一種理論能够解釋銀河系中所有的HVCs。然而，眾所周知，一些HVCs可能是由銀河系和衛星星系之間的相互作用產生的，例如大麥哲倫雲和小麥哲倫雲（分別為LMC和SMC），它們產生了一種眾所周知，稱為麥哲倫星流的HVCs複合體。由於可能產生HVCs的各種可能機制，圍繞HVCs仍有許多問題需要研究人員研究。

## 觀測史

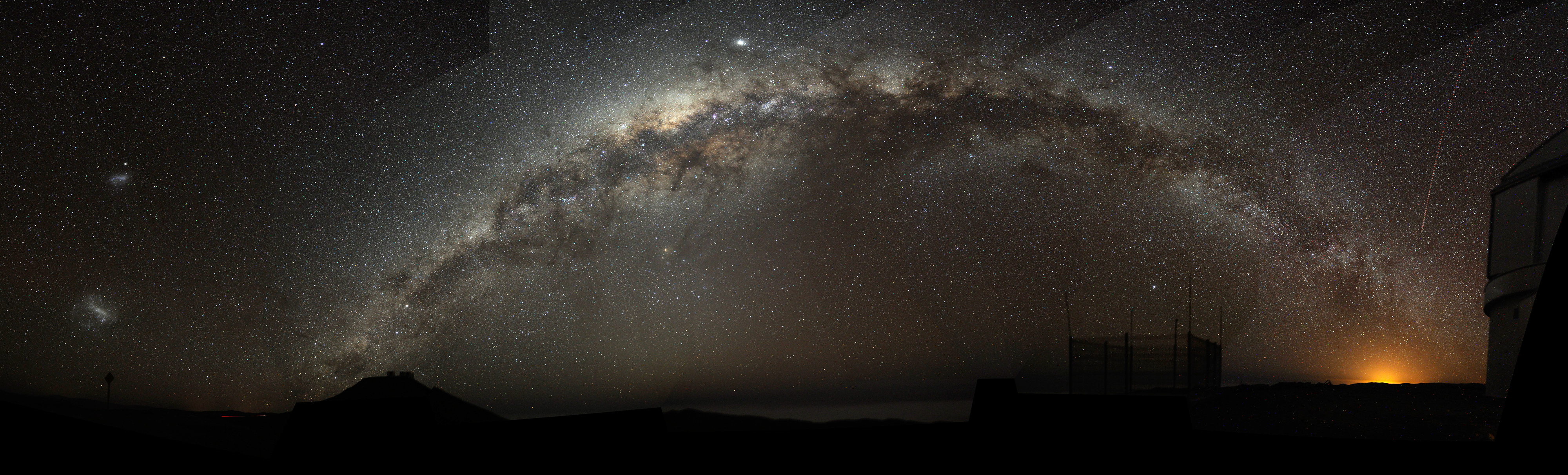
2009年12月，出現在智利帕瑞納山出現的銀河拱門。

在20世紀50年代中期，首次在銀河平面外發現了密集的氣泡。因為銀河系的模型顯示，氣體密度隨著距離銀河平面的距離而降低，這是一個驚人的例外，因此非常值得注意。1956年，有人提出解決方案，認為緻密的氣泡被環繞銀河系的熾熱銀冕穩定下來。受到這一提議的啟發，荷蘭萊頓大學的揚·歐特提出，在遠離銀河平面的銀暈中可能會發現冷氣體雲。
很快的，1963年，它們在1963年通過中性氫無線電發射被定位。相對於銀河盤面中的其它天體，它們以非常高的速度向銀河盤面移動。最初的兩個雲被命名為複合體A和複合體雜C。由於它們異常的速度，這些物體被稱為高速雲，將它們與正常靜止速度的本地標準氣體以及移動速度較慢，稱為{{link-en|中速雲|Intermediate-velocity cloud]]（IVCs）的對應物區分開來。幾位天文學家提出了關於HVCs性質的假設（後來被證明是不準確的），但他們的模型因為在20世紀70年代初發現麥哲倫星流而變得更加複雜，它的行為就像一串HVCs。
在1988年，使用荷蘭的德溫厄洛無線電望遠鏡完成了對北方天空的中性氫無線電發射調查。通過這次調查，天文學家能够探測到更多的HVCs。
在1997年，銀河系中性氫的地圖基本完成，天文學家再次能够探測到更多的HVCs。在20世紀90年代末，使用來自加納利群島的拉帕爾馬島天文臺、哈伯太空望遠鏡以及後來的遠紫外光譜探測器（FUSE）的數據，首次量測了到HVCs的距離。大約在同一時間，也首度量測了HVCs的化學成分。此外，2000年，使用阿根廷的維拉·埃利薩電波望遠鏡完成了對南半球中性氫無線電發射的調查，從中發現了更多的HVCs。
後來對複合體C的觀察表明，最初被認為缺乏重元素（也被稱為低金屬量）的雲有一些部分，與雲的大部分相比，這些部分的金屬量更高，這表明它已經開始與銀暈中的其它氣體混合。通過對高度電離的氧和其它離子的觀測，天文學家能够證明複合體C中的熱氣體是熱氣體和冷氣體之間的介面。

## 特點

### 多相結構
HVCs通常是星系暈中最冷、密度最大的組成部分。然而，星系暈本身也具有多相結構：溫度低於104K的冷而緻密的中性氫，溫度在104K和106K之間的暖和溫熱氣體，以及溫度高於106K的熱電離氣體。因此，在彌漫的星系暈介質中運動的冷雲有機會被更熱的氣體電離。這會在一個HVC中性的內部形成一個電離氣體泡。星系暈中這種冷熱氣體相互作用的證據來自OVI吸收的觀察。

### 距離
HVCs由其各自的速度定義，但距離量測允許對其大小、質量、體積密度甚至壓力進行估計。在銀河系中，雲通常位於2–15 kpc（6.52x103光年–4.89x104光年）之間，z高度（銀河平面上方或下方的距離）在10 kpc（3.26x104光年）內。麥哲倫星流和主臂位於〜55 kpc（1.79x105光年），在麥哲倫雲附近，並可能延伸至約100–150 kpc（3.26x105光年–4.89x105光年）。有兩種方法確定HCVs的距離。

#### 直接距離約束
確定到HVC距離的最佳方法是使用已知距離的暈星作為比較標準。我們可以通過研究恒星的光譜來選取有關距離的資訊。如果雲位於暈星的前方，則會出現吸收線，而如果雲位於恒星的後方，則不應出現吸收線。CaII、H、K和/或NaII是該技術中使用的雙吸收線。通過史隆數位巡天確定的暈星已經導出了現時已知的幾乎所有大型複合體的距離量測。

#### 間接距離約束
間接距離約束的方法通常依賴於理論模型，必須做出假設才能使其起作用。一種間接方法涉及Hα觀測，其中假設發射線來自來自星系的電離輻射，並到達雲的表面。另一種方法是假設本星系群中HVCs的分佈與銀河系的分佈相似，而在銀河系和/或本星系群中使用深度HI觀測。這些觀測將雲層置於銀河系的80 kpc（2.61x105光年）以內，而對仙女座星系的觀測使它們大約為50 kpc（1.63x105光年）。對於兩種方法都適用的HVCs，通過Hα發射測量的距離往往與通過直接距離測量得到的距離一致。

### 光譜特徵
HVCs通常可在無線電和光學波長下檢測，對於較熱的HVCs，則需要紫外線和/或X射線觀測。通過21cm的發射線可以檢測中性氫雲。觀察表明，由於外部輻射或HVCs通過瀰漫性的暈介質運動，HVCs可以具有電離的外部。這些電離成分可以通過Hα發射線甚至紫外線中的吸收線進行檢測。HVCs中的暖熱氣體表現出OVI、SiIV和CIV吸收線。

### 溫度
大多數HVCs的光譜線寬表明HVCs的溫暖中性介質約為9000K。然而，許多HVCs的線寬表明它們也有些部分由低於500 K的冷氣體組成。

### 質量
對HVCs峰值柱密度的估計（1019 cm−2）和典型距離（1–15 kpc）產生銀河系中HVCs的質量估計值，範圍為：7.4x107 {\displaystyle {\begin{smallmatrix}M_{\odot }\end{smallmatrix}}}.。如果包括大麥哲倫星雲和小麥哲倫星雲，總質量將再增加一個數量級成為  7x108 {\displaystyle {\begin{smallmatrix}M_{\odot }\end{smallmatrix}}}.

### 尺寸
觀察到的HVCs的角度尺寸範圍從103度2到觀測的解析度極限值。通常，高解析度觀測最終表明較大的HVCs通常由許多較小的複合物組成。當僅通過HI發射檢測HVCs時，銀河系中的所有的HVCs覆蓋了約37%的夜空。大多數HVCs的直徑在2到15Kpc（千秒差距）之間。

## 壽命
據估計，穿過瀰漫暈介質的冷雲存留時間約為幾億年，沒有某種阻止它們消散的支持機制。壽命主要取決於雲的質量，但也取決於雲的密度、星系暈密度和雲的速度。星系暈中的HVCs通過所謂的克耳文-亥姆霍茲不穩定性被摧毀。
雲層的下降會耗散能量，導致星系暈介質不可避免地加熱。氣態暈的多相結構表明，HVC的生命週期存在持續的破壞和冷卻。

### 可能的支持機制
負責延長HVCs壽命的一些可能機制包括存在引起遮罩效應的磁場和/或暗物質的存在；然而，沒有強有力的觀測證據證明HVCs中存在著暗物質。最被接受的機制是動態遮罩，它增加了克爾文-亥姆霍茲時間。這個過程之所以有效，是因為HVCs具有冷中性內部，被溫暖和低密度的外部遮罩，導致HI雲相對於周圍環境的相對速度較小。

## 起源
自發現以來，已經提出了幾種可能的模型來解釋HVCs的起源。然而，對於銀河系的觀測，雲的多樣性，IVCs的獨特特徵，以及與被蠶食的矮星系（即大、小麥哲倫星系等）明顯相關的雲的存在，表明HVC很可能有多個可能的起源。這一結論也得到了以下事實的有力支援：任何給定模型的大多數模擬都可以解釋一些雲的行為，但不是全部。

### 歐特的假說
揚·歐特開發了一個模型來解釋HVCs是星系早期形成時留下的氣體。他的理論認為，如果這種氣體處於銀河系引力影響的邊緣，那麼數十億年之後，它可能會被拖回，成為HVCs落回銀河盤面。歐特的模型很好地解釋了觀察到的星系化學成分。給定一個孤立的星系（即沒有持續同化的氫氣星系），連續幾代的恆星應該為星際介質（ISM）注入更高豐度的重元素。然而，對太陽附近恆星的檢查顯示，無論恆星的年齡如何，相同元素的相對豐度大致相同；這被稱為G型主序星問題。可以通過HVCs代表負責持續稀釋ISM的原始氣體的一部分，來解釋這些觀察結果。

### 星系噴泉
另一種理論的核心是氣體被噴射出星系，成為我們觀察到的高速氣體落回。有幾種機制提出，可以解釋物質如何從星系銀河盤中噴射出來，但對星系噴泉最普遍的解釋集中在複合超新星爆炸，噴射出大量的物質「氣泡」 上。由於氣體是從星系盤中噴射出來的，因此觀察到的噴射氣體的金屬量應該與盤中的金屬量相似。雖然這可能排除了HVCs的來源，但這些結論可能指向星系噴泉是IVC的來源。

### 來自衛星星系的吸積
當矮星系穿過一個更大星系的暈時，存在於矮星系的星際介質的氣體可能會被潮汐力和衝壓壓力剝離而剝離。這種HVC形成模型的證據來自對銀暈中麥哲倫星流的觀測。以這種方式形成的HVCs的某種獨特特徵也被模擬所解釋，銀河系中大多數與麥哲倫星流無關的HVCs似乎與矮星系完全無關。

### 暗物質
另一個模型由現在在本古裡安大學（Ben Gurion University）工作的大衛·艾希勒（David Eichler）提出，後來由加州大學伯克利分校的利奧·布利茨（Leo Blitz）再提出：假設雲非常巨大，位於星系之間，當重子物質聚集在暗物質附近時產生。暗物質和氣體之間的引力旨在解釋雲保持穩定的能力，即使在星系間的距離，環境物質的匱乏，應該導致雲消散得相當快。然而，隨著大多數HVCs的距離確定的測量出，這種可能性可能會被排除。

## 星系演化
探究星系暈氣體的起源和命運，就是探究所述星系的演化。HVCs和IVCs是螺旋星系結構的重要特徵，當考慮星系的恆星形成率（SFR）時，這些雲是最重要的。銀河系的盤內有大約50億太陽質量的恒星形成物質，SFR為1–3{\displaystyle {\begin{smallmatrix}M_{\odot }\end{smallmatrix}}} yr−1。銀河系化學演化的模型發現，至少一半的這一數量必須是持續增長的、低金屬含量的物質，以描述當前可觀測的結構。如果沒有這種吸積，SFR表明現時的恆星形成物質最多只會持續幾千兆年（Gyr）。
來自HVCs的質量流入模型的最大吸積率為0.4{\displaystyle {\begin{smallmatrix}M_{\odot }\end{smallmatrix}}} yr−1。這個速率不符合化學進化模型的要求。因此，銀河系可能會經歷氣體含量的低點和/或降低其SFR，直到更多的氣體到達。因此，當在銀河系演化的背景下討論HVCs時，這場對話主要涉及恆星的形成以及未來恆星物質如何為銀河系盤面提供燃料。 
現時的宇宙模型之一，ɅCDM表明，隨著時間的推移，星系往往會聚集並形成網狀結構。在這樣的模型下，大部分進入星系暈的重子都是沿著這些宇宙細絲進入的。70%的質量在維里半徑處流入，與銀河系進化模型中的宇宙細絲一致。鑒於目前的觀測限制，大多數進入銀河系的細絲在HI中是不可見的。儘管如此，銀暈內的一些氣體雲的金屬量低於從衛星星系上剝離的氣體，這表明這些雲可能是沿著宇宙細絲流動的原始物質。這種類型的氣體，可探測到約160,000英里（50 kpc），在很大程度上成為熱暈的一部分，冷卻和冷凝，並落入銀河系盤面，用於恆星形成。
機械反饋機制，超新星驅動或活動星系核驅動的氣體流出，也是理解螺旋星系暈氣體起源和內部HVCs的關鍵因素。銀河系中的X射線和伽馬射線觀測表明，在過去10–15百萬年（Myr）中，可能發生了一些中央引擎反饋。此外，正如"起源"中所描述的那樣，盤面範圍的"銀河噴泉"現象，在拼凑銀河系的演化方面同樣至關重要。在星系生命週期中噴出的物質有助於描述觀測數據（主要是觀測到的金屬量含量），同時為未來的恆星形成提供反饋源。
同樣在"起源"一節中詳細描述了衛星星系吸積在星系演化中起著重要作用。大多數星系被認為是由較小的前體合併而成的，而這個過程在整個星系的生命週期中都在繼續。在接下來的100億年內，更多的衛星星系將與銀河系合併，這肯定會對銀河系的結構產生重大影響，並引導其未來的演化。
螺旋星系有豐富的潜在恆星形成物質來源，但星系能够持續利用這些資源多長時間仍然是個問題。未來一代的觀測工具和計算能力將揭示銀河系過去和未來的一些技術細節，以及HVCs如何在其演化中發揮作用。

## 高速雲的例子

### 北半球
在北半球中，儘管沒有達到麥哲倫雲（下面討論）的量級，我們發現了幾個大的HVCs。複合體A和C於1963年首次被觀測到，是最早發現的HVCs。這兩個雲都被發現缺乏重元素，顯示出的濃度為太陽的10-30%。它們的低金屬量量似乎證明HVCs確實會帶來"新鮮"氣體。據估計，複合體C每年會帶來0.1–0.2 {\displaystyle {\begin{smallmatrix}M_{\odot }\end{smallmatrix}}}新材料，而複合體A帶來大約一半的量。這些新鮮氣體約占適當稀釋銀河系氣體，足以解釋恆星化學成分所需總量的10-20%。

#### 複合體C
複合體C是研究得最為深入的HVCs之一，距離銀河平面至少14,000光年（約4kpc），但不超過45,000光年（約14kpc）。還應注意，已觀察到複合體C僅具有太陽所含氮含量的約1/50。對大質量恆星的觀測表明，與其它重元素相比，它們產生的氮比低質量恆星更少。這意味著複合體C中的重元素可能來自大質量恆星。已知最早的恆星是質量更大的恆星，因此複合體C似乎是一種化石：形成於星系外，由來自遠古宇宙的氣體組成。然而，最近對複合體C的另一個區域的研究發現，其金屬含量是最初報導的兩倍。這些量測結果使科學家們相信，複合體C已經開始與附近其它更年輕的氣體雲混合。

#### 複合體A
複合體A位於25,000–30,000光年（8–9 kpc）外的銀暈中
。

### 南半球
在南半球中，最突出的HVCs都與麥哲倫雲有關，後者有兩個主要組成部分，麥哲倫星流和前臂（Leading Arm）。它們都是由大、小麥哲倫雲，即麥哲倫雲（LMC和SMC）中剝離出來的氣體組成的。一半的氣體被减速，現在在其軌道上落後於雲（這是氣流成分）。另一半的氣體（前臂部分）被加速，並被拉出在其星系軌道上的前方。儘管麥哲倫星流的尖端可能延伸至300,000–500,000光年（100–150 kpc），麥哲倫星系距離銀河系約180,000光年（55 kpc）。整個系統被認為至少貢獻了3x108{\displaystyle {\begin{smallmatrix}M_{\odot }\end{smallmatrix}}}，而銀暈的HI質量約為銀河系HI質量的30-50%。

#### 麥哲倫星流
麥哲倫星流被視為"長而連續的結構，具有明確的速度和柱密度梯度"。在銀河系標準靜止（GSR）框架中，麥哲倫星流頂端的速度被假設為+300km / s。因為它們位於銀暈介質更遙遠且密度更低的區域，星流雲被認為具有比其他HVCs更低的壓力。FUSE發現與麥哲倫星流高度混合的電離氧。這表明氣流必須嵌入熱氣中。

#### 前臂
前臂不是一個連續的流，而是在麥哲倫雲之前的區域發現的多個雲的結合。它被認為在GSR框架中具有 -300km/s的速度。前臂中的一個HVC的組成與SMC非常相似。這似乎支持這樣一種觀點，即構成它的氣體被銀河系拉離，並通過潮汐力在它前面加速，這些潮汐力將它們拉開衛星星系和，將它們拉入銀河系吞噬。

#### 史密斯雲
這是在南半球發現的另一個經過充分研究的HVC。要閱讀更多資訊，請參閱史密斯雲這一條目。

## 進階讀物
- High-Velocity Clouds. 
Bart P. Wakker and Hugo van Woerden,
Annual Review of Astronomy and Astrophysics,
Vol. 35, pages 217–266; September 1997.
- A Confirmed Location in the Galactic Halo for the High-Velocity Cloud “Chain A.” 
Hugo van Woerden, Ulrich J. Schwarz, Reynier F. Peletier, Bart P. Wakker and Peter M. W. Kalberla,
Nature, Vol. 400, pages 138–141; July 8, 1999.
arXiv: arXiv:astro-ph/9907107
- Accretion of Low-Metallicity Gas by the Milky Way. 
Bart P. Wakker, J. Chris Howk, Blair D. Savage, Hugo van Woerden, Steve L. Tufte, Ulrich J. Schwarz, Robert Benjamin, Ronald J. Reynolds, Reynier F. Peletier and Peter M. W. Kalberla,
Nature, Vol. 402, No. 6760; pages 388–390; November 25, 1999.
- The Formation and Evolution of the Milky Way. 
Cristina Chiappini,
American Scientist,
Vol. 89, No. 6, pages 506–515;
November–December 2001.
- A Far Ultraviolet Spectroscopic Explorer Survey of Molecular Hydrogen in Intermediate-Velocity Clouds in the Milky Way Halo. 
P. Richter, B. P. Wakker, B. D. Savage and K. R. Sembach,
Astrophysical Journal, Vol. 586, No. 1, pages 230–248; March 20, 2003.
arXiv: arXiv:astro-ph/0211356
- Highly Ionized High-Velocity Gas in the Vicinity of the Galaxy. 
K. R. Sembach, B. P. Wakker, B. D. Savage, P. Richter, M. Meade, J. M. Shull, E. B. Jenkins, G. Sonneborn and H. W. Moos,
Astrophysical Journal Supplement Series, Vol. 146, No. 1, pages 165–208; May 2003.
arXiv: arXiv:astro-ph/0207562
- Complex C: A Low-Metallicity, High-Velocity Cloud Plunging into the Milky Way. 
Todd M. Tripp, Bart P. Wakker, Edward B. Jenkins, C. W. Bowers, A. C. Danks, R. F. Green, S. R. Heap, C. L. Joseph, M. E. Kaiser, B. E. Woodgate,
The Astronomical Journal, Volume 125, Issue 6, pp. 3122–3144; June 2003.
DOI: doi:10.1086/374995
Bibliographic Code: Bibcode：2003AJ....125.3122T